# Gecoördineerde Regionale Incidentbestrijdingsprocedure
Gecoördineerde Regionale Incidentbestrijdingsprocedure (GRIP) is de werkwijze waarmee Nederlandse hulpverleningsdiensten bepalen hoe hun werk bij incidenten gecoördineerd moet worden. In deze procedure is de centrale gedachte dat grotere incidenten meer onderlinge coördinatie vereisen. Omdat er meer middelen en bestuurslagen betrokken (kunnen) raken, moet er multidisciplinair afgestemd worden over de incidentbestrijding.
De GRIP-regeling vindt zijn oorsprong in de regio Rotterdam-Rijnmond, maar wordt tegenwoordig landelijk toegepast. Met de komst van GRIP kwamen er landelijke richtlijnen voor opschaling. Daarmee was er meer uniformiteit in de opschaling van incident- en rampenbestrijding bij de brandweer, politie, Geneeskundige Hulpverleningsorganisatie in de Regio (GHOR), de gemeenten en andere betrokken organisaties zoals defensie, waterschappen, Rijkswaterstaat, het Rode Kruis en ProRail. De procedures regelen opschaling op operationeel niveau rondom de plaats van het incident en daarnaast op bestuurlijk niveau van betrokken gemeentes en waar nodig zelfs landelijk.
Er is evenwel kritiek op de GRIP-regeling. Hoewel er met GRIP landelijke richtlijnen zijn voor het opschalen, wordt hier nog altijd invulling aan gegeven door de veiligheidsregio's. Omdat elke veiligheidsregio de eigen opschaling (weliswaar aan de hand van GRIP) bepaalt, kan het bij incidenten die de grens tussen veiligheidsregio's overschrijdt voorkomen dat beide veiligheidsregio's verschillend zijn opgeschaald.

## Fasen
Naast de dagelijkse routine zijn er vier wettelijke GRIP fasen, namelijk GRIP 1 tot en met 4. GRIP 5 bestaat ook, maar heeft geen basis in de wet. Ten slotte bestond er vroeger ook GRIP Rijk, dat is afgeschaft.
De GRIP-fasen zijn:
| Fase      | Reikwijdte van het incident |
| --------- | --- |
| GRIP 1    | Bronbestrijding. Incident van beperkte afmetingen. Afstemming tussen de verschillende disciplines nodig.                           |
| GRIP 2    | Bron- en effectbestrijding. Incident met duidelijke uitstraling naar de omgeving.                                                  |
| GRIP 3    | Bedreiging van het welzijn van (grote groepen van) de bevolking binnen één gemeente.                                               |
| GRIP 4    | Gemeentegrensoverschrijdend en/of dreiging van uitbreiding en/of mogelijk schaarste aan primaire levensbehoeften of andere zaken.  |
| GRIP 5    | Wanneer sprake is van een ramp of crisis die zich uitstrekt over meer dan één veiligheidsregio.                                    |
| GRIP Rijk | Als er sprake was van een crisis waarbij diverse ministeries betrokkenheid hebben, kon dat reden zijn om GRIP Rijk af te kondigen. |

### GRIP 1
Er is gezien de aard van het ongeval coördinatie tussen de verschillende hulpdiensten nodig. Ter plaatse wordt een Commando Plaats Incident (CoPI) samengesteld uit de operationeel leidinggevenden (Officieren van Dienst) van de verschillende hulpdiensten. Het CoPI staat onder leiding van de 'Leider CoPI'. De 'Leider CoPI' was vroeger vaak van de brandweer, maar tegenwoordig kan deze van alle hulpverleningsorganisaties afkomstig kan zijn (de brandweer,  de GHOR, of de politie). Een leider COPI dient 'ontkleurd' zijn werk te doen, wat inhoudt dat hij/zij alle organisaties dient te bedienen en in de rol van 'Leider COPI' daar niet in naam van de eigen organisatie staat. De burgemeester van de gemeente waar het incident is ontstaan, wordt afhankelijk van de plaatselijke afspraken gewaarschuwd, naast de Regionaal Commandant van de brandweer, de Directeur Publieke Gezondheid (DPG) en de Hoofd Officier van Dienst van de politie (vaak een sectorhoofd).

### GRIP 2
Doordat het ongeval een effect heeft op het gebied om het incident heen is verdere opschaling nodig. Er wordt een Regionaal Operationeel Team (ROT) ingesteld waarbij de Operationele Leider van een van de aanwezige hulpdiensten de leiding neemt over alle aanwezige disciplines; dat kan de Hoofd Officier/Commandant van Dienst van de brandweer, Commandant van Dienst van de politie of Commandant van Dienst van de GHOR (Geneeskundige Hulpverlenings Organisatie in de Regio) zijn.
Tegenwoordig is de Operationele Leider (OL) ontkleurd, dat wil zeggen dat hij/zij niet namens een dienst optreedt maar als multidisciplinair leider. Het kan dus voorkomen dat tijdens een grote brand de politie de OL levert, of bij een ordeverstoring de OL van GHOR komt. Tevens is dit de hoogste operationele opschaling, er kan verder alleen nog bestuurlijk opgeschaald worden.
Het Regionaal Operationeel Team (ROT) komt bijeen (dit team bestaat uit functionarissen van de verschillende hulpdiensten) die de inzet van hun diensten op afstand leiden. Als dit nog niet gebeurd was wordt de burgemeester van de getroffen gemeente op de hoogte gesteld; deze kan de kernstaf van het Gemeentelijk Beleidsteam (GBT) laten alarmeren om hem bij te staan. De burgemeester heeft in dit stadium nog geen leidinggevende taak. Indien er behoefte is aan bestuurlijke leiding wordt opgeschaald naar GRIP 3.
Hoewel het CoPI ondergeschikt is aan het ROT, wordt doorgaans de rolverdeling toegepast dat het CoPI zich richt op de bronbestrijding en het ROT zich bezighoudt met het effectgebied.

### GRIP 3
Niet alleen de directe omgeving wordt beïnvloed door het incident (men spreekt in sommige gevallen van een ramp), maar een groter gebied ondervindt de gevolgen, bijvoorbeeld een (deel van een) gemeente.
De burgemeester van de getroffen gemeente komt bijeen met het volledige Gemeentelijk Beleidsteam (GBT) om op bestuurlijk niveau sturing te geven aan de bestrijding van de gevolgen van het incident.
De commissaris van de Koning (CdK) van de betreffende provincie wordt geïnformeerd. Tevens wordt de Minister van Binnenlandse Zaken via het Nationaal CrisisCentrum (NCC) geïnformeerd. Als er zaken door de gemeente geregeld moeten worden, zoals opvang of registratie dan wordt het Gemeentelijk Rampenmanagementteam (GRMT) bijeen geroepen.
GRIP 3 betekent niet bij voorbaat dat er sprake is van een ramp. Bij een dreiging van een ramp kan GRIP 3 uit voorzorg afgekondigd worden om de commandostructuur in te richten. Dit was bijvoorbeeld het geval bij de brand in de faculteit bouwkunde van de Technische Universiteit Delft op 13 mei 2008. Omdat het pand op instorten stond ontstond het gevaar van een grote stofwolk met asbestdeeltjes.

### GRIP 4
Het effectgebied van de ramp of bijvoorbeeld schaarste (stroomstoring, uitvallen waterleidingnet etc.) overstijgt de grenzen van de gemeente of zelfs de veiligheidsregio of provincie. De binnen de Veiligheidsregio aangewezen burgemeester wordt gealarmeerd en wordt Coördinerend Bestuurder. Deze laat zich ondersteunen door een Regionaal Beleidsteam (RBT) met daarin functionarissen van de verschillende hulpdiensten.
Het Gemeentelijk Beleidsteam, dat eventueel bij opschaling naar GRIP 3 ingesteld is, wordt vervangen door het RBT. Als dit nog niet gebeurd was wordt de commissaris van de Koning gealarmeerd die een Provinciaal Coördinatie Centrum (PCC) kan laten inrichten. Een Provinciaal Coördinatie Centrum bestaat uit ambtenaren betrokken bij rampenbestrijding en adviseert de Commissaris. Betrokken ministeries kunnen Departementale Coördinatie Centra (DCC) opzetten.
Overigens betekent, net als bij GRIP 3, deze opschaling niet dat er (al) sprake is van een ramp. Ook bij een dreigend incident, zoals een overstroming, kan GRIP 4 afgekondigd worden. Het is ook niet zo dat een ongeval op een gemeentegrens direct GRIP 4 betekent; het effectgebied van een ongeval betreft vaak alleen de ongevalslocatie, dus er is meestal geen noodzaak voor bijvoorbeeld een Gemeentelijk Beleidsteam. Als er gevaarlijke stoffen vrijkomen bij het ongeval kan dit wel opschaling betekenen.

### GRIP 5
Wanneer sprake is van een ramp of crisis die zich uitstrekt over meer dan één veiligheidsregio, spreekt men van een GRIP 5. Opschaling naar GRIP 5 gebeurt uitsluitend als daartoe bestuurlijke noodzaak aanwezig is. Voor het afkondigen van een GRIP 5 is een expliciet besluit van de voorzitters van de betrokken veiligheidsregio’s vereist. Tijdens een GRIP 5 vindt geen overdracht van het bevoegd gezag plaats naar een ‘hoger niveau’. De voorzitters van de betrokken veiligheidsregio’s behouden het bevoegd gezag over de diensten die in hun eigen regio bij de rampbestrijding betrokken zijn.
Wat wel gebeurt, is dat de veiligheidsregio’s gezamenlijk de interregionale incidentbestrijding ter hand nemen, waarbij één veiligheidsregio de bestuurlijke en operationele afhandeling coördineert. Het staat regio’s vrij om hierover onderling andere afspraken te maken. Zijn die er niet en er is wel sprake van een duidelijk aanwijsbaar brongebied dan is de regel dat de bronregio de coördinatie op zich neemt. Is er geen duidelijk brongebied dan neemt de regio die gezien de aard van het incident het best is geëquipeerd de coördinatie op zich.

### GRIP Rijk
GRIP Rijk werd gebruikt wanneer er behoefte was aan sturing door het rijk in situaties waarin de Nationale veiligheid in het geding is óf kan zijn. In een GRIP-Rijk situatie berustte het bevoegd gezag op nationaal niveau bij de betrokken wettelijk bevoegde ministers. De operationele leiding verliep volgens GRIP 1 tot en met 4. Een GRIP-Rijk zou daarom altijd naast een of meerdere opschalingen in GRIP 1 tot en met 5 (in de praktijk GRIP 2 tot en met 4) plaatshebben. Deze GRIP is afgeschaft op 15 september 2016.

## Regionale verschillen
De invulling van de GRIP-fasen gebeurt regionaal, waardoor er verschillen (kunnen) zijn. De minister van BZK heeft echter in 2006 een landelijk referentiekader GRIP op laten stellen en de veiligheidsregio's dringend verzocht zich hieraan te conformeren omdat er anders wettelijke maatregelen opgelegd zouden worden. De gedachte hierachter is dat het vooral op bovenregionaal niveau noodzakelijk is om gelijke procedures te hanteren.

## Opschaling
De procedure is ingericht om de incidentbestrijding te coördineren op operationeel, tactisch en/of strategisch/bestuurlijk niveau. Tijdens de dagelijkse werkzaamheden geldt voor alle hulpverleners de (GRIP) 0-fase; oftewel er is geen centraal gecoördineerde incidentbestrijding nodig en de werkzaamheden behoren tot de dagelijkse routine. Zodra een van de bij de bestrijding betrokken diensten (brandweer, GHOR, politie en in enkele regio's ook de gemeente) daar behoefte aan heeft, dan kan deze een GRIP-fase afkondigen.
Deze opschaling geldt voor alle hulpdiensten binnen een veiligheidsregio. Het kan niet voorkomen dat de politie in GRIP 2 zit terwijl de GHOR in GRIP 1 zit. Bij het activeren van de sirenes van het waarschuwings- en alerteringssysteem (beter bekend als het officieuze luchtalarm) om de bevolking te alarmeren is in de praktijk meestal sprake van minimaal GRIP 3, omdat in deze gevallen doorgaans een groot deel van de bevolking betrokken is of kan raken.
De opschaling hoeft niet volgordelijk te verlopen. Het kan voorkomen dat bij het ontvangen van een melding direct duidelijk is dat er een bedreigd effectgebied is waardoor direct GRIP-fase 2 (of hoger) van kracht wordt.
De GRIP-fasen zijn gekoppeld aan een incident, niet aan een regio. Het is dus niet zo dat alle hulpdiensten anders gaan communiceren zodra er elders in een regio een GRIP-fase van kracht wordt. Binnen het communicatienetwerk C2000 kunnen aparte gespreksgroepen (de digitale versie van analoge radio-kanalen) gebruikt worden. Hier wordt tijdens een groot incident gebruik van gemaakt om de hinder voor de overige hulpverlening te beperken. Wel kan het zo zijn dat, om de basishulpverlening in het hele gebied te kunnen blijven garanderen, de inzet van andere eenheden binnen een regio tijdens een GRIP-fase anders wordt geregeld.
Binnen veel veiligheidsregio's bestaan afspraken over welke functionarissen welke GRIP-fase mogen afkondigen. Zo kan het zijn dat een Officier van Dienst of een calamiteitencoördinator op de meldkamer meestal alleen GRIP 1 of 2 mag afkondigen, een burgemeester GRIP 3 en de voorzitter van de veiligheidsregio GRIP 4. Daarnaast zijn er vaak afspraken om niet-volgordelijke opschaling snel te kunnen laten verlopen. Bijvoorbeeld functionarissen op een meldkamer die situaties tot en met GRIP 2 kunnen afkondigen. Hiermee wordt voorkomen dat de opschaling bij een ernstig incident vertraagt, doordat er steeds nieuwe functionarissen nodig zijn om de volgende GRIP-fase af te kondigen.

### Afschaling
Wanneer de bestrijding van de ramp effectief is zal steeds minder nodig zijn om de effecten te beheersen. Afhankelijk van de overgebleven effecten zal hierom op een gegeven moment afgeschaald worden naar een lagere GRIP-fase. Bijvoorbeeld bij het nablussen van een grote brand is het niet nodig dat het Gemeentelijk Beleidsteam in functie is. Ook voor de afschaling geldt dat deze niet volgordelijk hoeft te verlopen. Bijvoorbeeld als er na het nablussen wel nog afstemming moet zijn tussen diensten op bestuurlijk niveau om voor het milieu schadelijke gevolgen af te handelen. De afschaling wordt bepaald door de hoogst leidinggevende in de GRIP-structuur.

## Praktijk
De GRIP-fasen worden vrijwel dagelijks gebruikt: een ongeval dat ernstiger is dan normaal vraagt vaak al om GRIP 1. GRIP 4 wordt maar enkele malen per jaar afgekondigd. GRIP 5 is anno 2023 nog nooit gebruikt. GRIP RIJK is tussen invoering en afschaffing eveneens nooit afgekondigd.
GRIP 4 is onder andere afgekondigd tijdens de stroomuitval in de Bommelerwaard in december 2007. In dat geval was het incident gemeentegrensoverschrijdend en vond het incident plaats nabij de grens van twee veiligheidsregio's en was er sprake van schaarste. Bij uitbreiding van de storing was het dan ook waarschijnlijk regio-overschrijdend geworden en door de schaarste was er behoefte aan meer materieel (zoals generatoren en eventueel medische assistentie bij mensen die van medische apparatuur afhankelijk zijn). Bij de stroomuitval in de Bollenstreek in januari 2010 werd eveneens GRIP4 afgekondigd door een combinatie van de stroomstoring, de kou en veel uitgevallen telefoonverbindingen.

### Lijst van GRIP 4-incidenten
| Datum                       | Gebied | Reden/bijzonderheden |
| --------------------------- | --- | --- |
| 20 september 2005           | Veiligheidsregio Zeeland | Containerschip vastgelopen op de Westerschelde, 200 containers met gevaarlijke stoffen. |
| 19 juli 2006                | Veiligheidsregio Twente, Hengelo en omstreken | Stroomstoring na brand. Een fabriek van Akzo Nobel viel stil waardoor chloordamp ontsnapte. |
| 18 januari 2007             | Diverse veiligheidsregio's | Ten gevolge van de storm Kyrill met windstoten van boven 130 km/h is een groot deel van het autoverkeer ontregeld en werd het treinverkeer aan het begin van de avond gestaakt. Veel mensen stranden en er is veel schade. |
| 17 september 2007           | Veiligheidsregio Noord-Holland-Noord | Storing aan het waterleidingnet. |
| 12 december 2007            | Veiligheidsregio Gelderland-Zuid | Een Apache-helikopter van de Koninklijke Luchtmacht raakt tijdens een trainingsvlucht hoogspanningskabels waardoor zo'n 50.000 huishoudens in de Gelderse Bommelerwaard en Tielerwaard ruim twee dagen zonder stroom komen te zitten. |
| 13 februari 2008            | Veiligheidsregio Zeeland | Containerschip vastgelopen op de Westerschelde. |
| 30 april 2009               | Veiligheidsregio Noord- en Oost-Gelderland | Na de aanslag op Koninginnedag 2009 is door verschillende hulpdiensten GRIP 4 afgekondigd, maar het GBT is niet verder gegaan dan GRIP 3. |
| 9 januari 2010              | Veiligheidsregio Hollands Midden, Bollenstreek | Grootschalige stroomstoring tijdens zeer koude weersomstandigheden. |
| 2 juli 2010                 | Veiligheidsregio Zuidoost-Brabant | Natuurbrand op de Strabrechtse Heide. |
| 29 oktober 2010             | Veiligheidsregio Gelderland-Zuid en Veiligheidsregio Gelderland Midden, Gemeente Beuningen en Gemeente Overbetuwe                                   | Brand in een vleeswarenfabriek met zware rookontwikkeling. |
| 5 januari 2011              | Veiligheidsregio Zuid-Holland-Zuid (Grip 4), Veiligheidsregio Midden- en West-Brabant (Grip 4) en Veiligheidsregio Rotterdam-Rijnmond (Grip 2)      | Brand in chemische fabriek op industriegebied Moerdijk met zeer zware rookontwikkeling richting de Drechtsteden. |
| 7 januari 2011              | Veiligheidsregio Zuid-Limburg | Hoge waterstand in de Maas door smeltwater en aanhoudende regenval. |
| 1 mei 2011                  | Veiligheidsregio Noord-Holland-Noord | Duinbranden bij Sint Maartensvlotbrug, Egmond en Schoorl. |
| 29 juni 2011                | Veiligheidsregio Gelderland-Zuid | Overval op geldtransporteur in Amsterdam-Zuidoost waarbij explosieven en automatische wapens gebruikt werden en daaropvolgende achtervolging over de A2 richting Eindhoven met een crash en carjacking bij Waardenburg waardoor de A2 afgesloten moest worden. |
| 27 juli 2011                | Veiligheidsregio Rotterdam-Rijnmond | Storing in het KPN-netwerk, waardoor de metro's van de RET niet rijden. Ook is het C2000-netwerk uitgevallen, waarmee de hulpdiensten met elkaar communiceren tijdens rampen. |
| 21 oktober 2011             | Veiligheidsregio Gelderland-Zuid | Stroomstoring bij meer dan 100.000 huishoudens in de Betuwe en Bommelerwaard door brand in een 150 kV-onderstation in Tiel. De meldkamer raakt overbelast en zowel het verkeer van mobiele telefoons als het treinverkeer ondervindt hinder. |
| 5 januari 2012              | Veiligheidsregio Groningen | Hoogwater in Tolbert met kans op een dijkdoorbraak. |
| 5 januari 2012              | Veiligheidsregio Fryslân | Hoogwater in Friesland met kans op enkele dijkdoorbraken. Op De Burd, een eiland bij Grouw, is een dijk doorgebroken. |
| 11 juni 2012                | Veiligheidsregio Twente | Brand in een restaurant met veel rookontwikkeling die over Oldenzaal trekt. |
| 30 april 2013               | Veiligheidsregio Amsterdam-Amstelland | Vooraf geplande opschaling in verband met de troonswisseling. |
| 25 maart 2014               | Veiligheidsregio Amsterdam-Amstelland | Vooraf geplande opschaling in verband met de Nuclear Security Summit 2014. |
| 9 mei 2014                  | Veiligheidsregio Hollands Midden | Vondst van een vliegtuigbom in Leiden. |
| 16 september 2014           | Veiligheidsregio Zeeland | Kettingbotsingen op de A58 Middelburg-Bergen op Zoom in dichte mist. |
| 27 maart 2015               | Veiligheidsregio Amsterdam-Amstelland, Veiligheidsregio Gooi en Vechtstreek, Veiligheidsregio Kennemerland en Veiligheidsregio Zaanstreek-Waterland | Stroomstoring legt grote delen van Noord-Holland plat. |
| 19 oktober 2015             | Veiligheidsregio Gooi en Vechtstreek | Opschaling GRIP 4 Crisissituatie opvang Asielzoekers. |
| 9 november 2015             | Veiligheidsregio Zuid-Limburg | Grote brand in loods waar chemische vloeistoffen en kunststof korrels zijn opgeslagen op het Chemelotterrein in Sittard-Geleen. |
| 15 juli 2016                | Veiligheidsregio Noord- en Oost-Gelderland, Veiligheidsregio Flevoland                                                                              | Grote stroomstoring waardoor delen van Harderwijk, Elburg, Nunspeet en delen van de Provincie Flevoland zonder stroom zaten. |
| 23 juli 2017                | Veiligheidsregio Midden- en West-Brabant | Opschaling naar GRIP 4 zodat de veiligheidsregio het beheer van Fort Oranje kon overnemen. Eigenaar Cees Engel kondigde aan de camping eerder te sluiten dan dat gemeente Zundert van plan was. Hierdoor zouden de bewoners op zeer korte termijn al op straat staan. |
| 13 november 2017            | Veiligheidsregio Gelderland-Zuid | Een Apache-helikopter van de Koninklijke Luchtmacht gestationeerd op de Vliegbasis Gilze-Rijen vloog tijdens een trainingsvlucht bij Zoelmond tegen de bliksemafleiders boven een hoogspanningskabel waardoor zo'n 24.000 huishoudens in de regio's Culemborg, Geldermalsen, Tiel en Beusichem de hele avond en een deel van de nacht zonder stroom kwamen te zitten. |
| 7 januari 2019              | Veiligheidsregio Fryslân, Veiligheidsregio Groningen, Veiligheidsregio Noord-Holland-Noord                                                          | Het containerschip de MSC Zoe verliest 277 containers in de Noordzee. Veel spullen drijven aan land op de Nederlandse Waddeneilanden, de Groningse en Friese kust van de Waddenzee; waardoor een grote ramp dreigt voor natuur en milieu. Als er ook nog eens een zware storm dreigt met springvloed, besluit Veiligheidsregio Fryslân GRIP 4 af te geven in verband met naderende problemen die regio-overstijgend zijn en een mogelijk gevaar voor de scheepvaart en gezondheid omdat er ook containers gevaarlijke stoffen bevatten. |
| 12 maart 2020 - 1 juli 2021 | Alle veiligheidsregio's | Opschaling GRIP 4 voor overleg alle gemeenten in verband met de coronacrisis in Nederland. Met ingang van 1 juli 2021 is er een "waakvlam-organisatie" ingericht. |
| 14 juli 2021 - 20 juli 2021 | Veiligheidsregio Zuid-Limburg | Wateroverlast door extreme neerslaghoeveelheden. |
| 16 juli 2021 - 21 juli 2021 | Veiligheidsregio Limburg-Noord | Hoogwaterstand bij de Roer en bij de Maas door zware regenval. |

### Lijst van GRIP 5-incidenten
Er zijn geen GRIP 5-incidenten geweest

### Lijst van GRIP Rijk-incidenten
Er zijn geen GRIP Rijk-incidenten geweest.